# ميغالوبولي (أركاديا)
ميغالوبولي (باليونانية: Μεγαλόπολη)‏ هي بلدة تقع في مقاطعة أركاديا باليونان. يبلغ عدد سكانها نحو 5,135 نسمة (2001). يتواجد قرب البلدة محطة كهرباء ميغالوبولي.

## أعلام
- فيلوبويمين
- بوليبيوس
- أجيس الثالث